# Assia Cunego
Assia Cunego (* 1983 in Rovereto, Italien) ist eine italienische Harfenistin. Zurzeit arbeitet und lebt sie in Estland.

## Biografie
Cunego begann mit acht Jahren das Harfenspiel. Sie studierte am Konservatorium in Brescia bei Anna Loro und schloss ihr Harfendiplom als 18-Jährige mit Auszeichnung ab. In den folgenden zwei Jahren absolvierte sie die Meisterklasse bei Gisèle Herbet an der Hochschule für Musik Würzburg.
In ihrer künstlerischen Karriere gab sie bisher über tausend meist Solo-Aufführungen in Italien, Deutschland, der Schweiz, Frankreich, den Niederlanden, Belgien und Österreich. Bei den besonders herausragenden Einladungen zum World Harp Congress 2002, zur A.GI.MUS., zum Gioventù Musicale Italiana, zur Associazione Mozart Italia, zum Nationalen Harfenfestival, zum International Festival Mozart und zu Musik für die Erde erhielt sie stets großen Beifall und überragende Kritiken. 2003 trat sie in Nürnberg bei dem Open-Air-Konzert vor 55.000 Zuhörern auf.
Sie gewann erste Preise und Stipendien für ihr ausgezeichnetes technisches und interpretatorisches Können bei mehreren nationalen und internationalen Musikwettbewerben: Schubert und Brahms in Alessandria, Genua 2000, Caravita und I giovani per i giovani (1998 und 2001) in Ravenna, DAAD (2002 und 2003) in Bonn etc. 2002 nahm sie als Jurorin beim Jugend-Musiziert-Wettbewerb in Nürnberg teil.
Cunego ist Mitglied des estnischen Symphonieorchesters und arbeitet seit August 2016 als Professorin für Harfe an der Estnischen Musikakademie.
Neben ihrer solistischen Aktivität konzertierte sie in verschiedenen Besetzungen (Marimba, Klavier, Geige, Flöte usw.), die sie in Verbindung mit zeitgenössischen Komponisten brachten: M. Schmitt, R. Di Marino, S. Masera, F. Bovina, H. Kraus-Hübner, H. Hartl, S. Thiele usw.
Sie wurde bereits von zahlreichen Orchestern eingeladen, z. B. den Nürnberger Symphonikern für die ganze Saison 2001/2002, vom „Città di Verona“, „Orchestra da Camera di Trento“, u. a.; 2005 erhielt sie die Stelle der 1. Solo-Harfe bei den Städtischen Bühnen Osnabrück – Osnabrücker Symphonie Orchester.
Sie wirkte bei Radio- (BR, RAI), Fernseh- und CD-Aufnahmen mit. Seit 2004 unterrichtet sie an der Musikschule in Nürnberg und im Kästner Kinderdorf in Oberschwarzach. 2005 gab sie Meisterkurse in Holland.
Ihr umfangreiches Repertoire mit den bedeutendsten Stücken der Harfenliteratur reicht von der barocken bis zur klassischen Musik, von den Romantikern bis zur modernen und neuen Musik, bis hin zu Jazz und Unterhaltungsmusik.
Sie spielt eine Konzertharfe (47 Saiten C7-g0) von Lucia Bellani aus Arquata Scrivia (Italien), gebaut 1999 aus kanadischem Ahorn mit Resonanzboden in Rottanne aus dem Fiemmetal (I) und Schweizer Mechanik.

## Harfenakademie
Assia Cunego hat in Sandstedt in einem ehemaligen Hotel am Weserdeich eine Harfenschule mit Internat geführt, die sie mit Übernahme der Dozentur an der estnischen Musikhochschule geschlossen hat.